# Chinezul Timișoara
Chinezul Timișoara was een Roemeense voetbalclub uit de stad Timișoara. De club werd zes jaar achter elkaar landskampioen, een record dat pas in 1998 door Steaua Boekarest werd geëvenaard.

## Geschiedenis
De club werd in 1910 opgericht als Temesvári Kinizsi SE en werd genoemd naar de Hongaarse veldheer Pál Kinizsi (in het Roemeens: Pavel Chinezul). Tot aan het einde van de Eerste Wereldoorlog behoorde Timișoara tot het keizerrijk Oostenrijk-Hongarije. 
Chinezul werd als Roemeense club tussen 1922 en 1927 zes jaar achter elkaar kampioen. In die tijd was er nog niet de competitie die er nu is, maar waren er regionale competities waarvan de winnaars zich in de eindronde tegen elkaar moesten spelen. In 1928 werd de club voor het eerst in de kwartfinale uitgeschakeld. De club had inmiddels financiële problemen waardoor de voorzitter Cornel Lazar zich terugtrok en de nieuwe club Ripensia Timișoara oprichtte.
Nadat de moderne competitie in 1932/33 van start was gegaan, promoveerde de club na één seizoen naar de hoogste klasse. In het eerste seizoen kon de club het behoud net verzekeren en in 1935 werd de club vijfde. In 1936 fusioneerde de club met ILSA Timișoara. Na een paar seizoenen in de middenmoot degradeerde de club in 1939. 
Na de Tweede Wereldoorlog fusioneerde de club met CAM Timișoara. De club heette kort  Chinezul C.A.M. Timișoara, maar nam in 1946 de naam C.A.M.T. aan. Na enkele jaren verdween de club in de anonimiteit.

## Erelijst
Landskampioen
1922, 1923, 1924, 1925, 1926, 1927

### Finales
| Seizoen | Team 1             | Team 2             | Uitslag      |
| ------- | ------------------ | ------------------ | ------------ |
| 1921/22 | Chinezul Timișoara | Victoria Cluj      | 5 - 1        |
| 1922/23 | Victoria Cluj      | Chinezul Timișoara | 0 - 2        |
| 1923/24 | Chinezul Timișoara | CA Oradea          | 4 - 1        |
| 1924/25 | Chinezul Timișoara | UCAS Petroșani     | 5 - 1        |
| 1925/26 | Chinezul Timișoara | Juventus Boekarest | 3 - 0        |
| 1926/27 | Chinezul Timișoara | Colțea Brașov      | 2 - 2, 4 - 3 |

## Bekende spelers
- Rudolf Bürger
- Adalbert Steiner
- Rudolf Wetzer